# Liberecká výšina
Liberecká výšina je kopec na kraji Liberce, na kterém stojí stejnojmenná stavba s rozhlednou, hotelem a restaurací.

## Přístup
Výšina se nachází asi kilometr východně od liberecké ZOO. Nejjednodušší přístup vede z Lidových sadů (konečná zastávka tramvajové trati) po žlutě značené turistické stezce. Cesta je dlouhá 1 km, s převýšením 130 metrů. Druhou možností je přístup ulicí Wolkerova, pěšky nebo autem na neplacené parkoviště.

## Rozhledna
Restauraci s vyhlídkovou věží v podobě romantického hrádku nechal postavit v letech 1900-1901 textilní továrník Heinrich Liebig (1839–1904), syn Johanna Liebiga. Vyhlídková věž byla postavena podle hlásné strážní věže norimberského hradu. Pro iluzi starého kamenného hrádku byly na stavbu použity zvětralé kamenné kvádry a zčernalá střešní krytina ze zbořených domů v Norimberku.
Po Liebigově smrti byl objekt převeden do vlastnictví města a správcem se stal Liberecký horský spolek. Po druhé světové válce začal objekt chátrat a v druhé polovině 90. let byl pro špatný stav uzavřen. Po rozsáhlé rekonstrukci je od roku 2013 opět přístupný veřejnosti.
Z vyhlídkové terasy se otvírá výhled na většinu Liberce. Na jihozápadě se vypíná liberecká dominanta Ještěd, na jihu Císařský kámen se stejnojmennou rozhlednou a na jihovýchodě se rozprostírá Jablonec. Výhledům na sever a východ brání zalesněné svahy Žulového vrchu (743 m).